# Miquel Pratmans i Llambés
Miquel Pratmans i Llambés (Cardona, Bages, 31 de maig de 1808 – Tortosa, Baix Ebre, 1 de gener de 1861), va ser un bisbe.
Va ser seleccionar com a Bisbe de Tortosa el 5 de juny de 1859, i confirmat en el càrrec el 26 de setembre del mateix any. La seva ordenació va tenir lloc el 8 de gener de 1860, i va ser consagrat per l'arquebisbe de Tarragona Josep Domènec Costa i Borràs, amb l'acompanyament de Josep Caixal i Estradé (bisbe d'Urgell) i Pere Cirilo Uriz i Labaury (bisbe de Lleida). Abans del seu nomenament, Pratmans era el Rector del Seminari de Solsona. Morí el primer de gener de 1861, i va ser enterrat a la capella de sant Josep de la catedral de Tortosa.